# 지미 본
지미 본(Jimmie Vaughan, 1951년 3월 20일 ~ )은 텍사스주의 오스틴에 본부를 둔 미국인 블루스 록 기타리스트 겸 가수다. 그는 텍사스 블루스 기타의 전설 스티비 레이 본의 형이다.
몇몇 유명한 블루스 기타리스트들은 "3대 킹"(알버트 킹, 프레디 킹, B.B. 킹)와 조니 "기타" 왓슨을 포함한 본의 연주 스타일에 중요한 영향을 끼쳤다.